# Parti Radical de Gauche
Parti radical de gauche (PRG) er et fransk politisk parti. 
Direkte oversat til dansk betyder partinavnet: Det radikale venstreparti. Partiet er et centrum-venstre parti og er grundlagt i 1972. Partiprogrammet indeholder elementer af:
- Radikalisme[bør uddybes]
- Socialliberalisme
- Europaføderalisme

## Resultater ved præsidentvalg
| År   | Kandidat                | Resultat |
| ---- | ----------------------- | -------- |
| 1981 | Michel Crépeau          | 2,09 %   |
| 1988 | med François Mitterrand |          |
| 1995 | med Lionel Jospin       |          |
| 2002 | Christiane Taubira      | 2,32 %   |
| 2007 | med Ségolène Royal      |          |
| 2012 | med François Hollande   |          |

## Ekstern henvisning
- "Partiets hjemmeside". (fransk)